# Michael Herr
Michael David Herr (ur. 13 kwietnia 1940 w Lexington, zm. 23 czerwca 2016 w Delhi) – amerykański pisarz i korespondent wojenny, autor książki Depesze, uznawanej za jedną z najlepszych książek opisujących wojnę wietnamską. Przedstawiciel nurtu Nowego Dziennikarstwa.

## Życiorys
Urodził się w Lexington w stanie Kentucky, w rodzinie jubilera pochodzenia żydowskiego, Donalda Herr'a i Muriel Jacobs. Dzieciństwo i młodość spędził w Syracuse w stanie Nowy Jork. Podjął studia na Syracuse University, publikował w uniwersyteckiej gazecie, której redaktorem była Joyce Carol Oates. Następnie porzucił studia i na rok wyjechał do Europy. Przez pewien czas pracował w czasopismach New Leader i Holiday, był także rezerwistą w armii amerykańskiej. 
W latach 60. zaprzyjaźnił się z redaktorem magazynu „Esquire”, Haroldem Hayes'em i zaproponował mu, że będzie prowadził kolumnę dotyczącą wojny w Wietnamie. Podczas pracy dla Esquire nie opublikował jednak zbyt wielu tekstów. W Wietnamie przebywał w latach 1967–1969, według własnych wspomnień, mimo bycia korespondentem, brał udział w walkach. W Wietnamie jego współpracownikiem był Sean Flynn. Po powrocie z Wietnamu cierpiał na depresję. 
W 1977 roku wziął ślub z Valerie Elliott. Mieli trzy córki i syna. 
W 1977 roku opublikował książkę Depesze (ang. Dispatches), opisującą jego doświadczenia i wspomnienia z okresu pobytu w Wietnamie. Z powodu wielkiej popularności jego książki opuścił Stany Zjednoczone i przeprowadził się do Wielkiej Brytanii, gdzie zamieszkał w Londynie. Był współautorem scenariuszy i narracji w filmach takich jak: Czas apokalipsy, Full Metal Jacket i Zaklinacz deszczu. Podczas pobytu w Wielkiej Brytanii napisał także powieść opisującą życie dziennikarza Waltera Winchella oraz opublikował książkę The Big Room. 
W 1990 roku powrócił do Stanów Zjednoczonych. W 2000 roku opublikował biografię Stanleya Kubricka pt. Kubrick, publikował również w czasopismach „Vanity Fair” i  „Crawdaddy”. W ostatnich latach życia przeszedł na buddyzm. Zmarł w czerwcu 2016 roku po długiej chorobie.